# Россия (линейный корабль, 1839)
«Россия» — парусный линейный корабль I ранга Балтийского флота Российской империи, находившийся в составе флота с 1839 по 1860 год, участник экспедиции флота в датские воды и Крымской войны, в том числе обороны Свеаборга. Во время несения службы корабль принимал участие в практических плаваниях в Балтийском море и Финском заливе и перестрелках с неприятельским флотом. Последние годы службы провёл в роли плавучей казармы, а по окончании службы был продан на слом в Свеаборге.

## Описание корабля
Парусный 120-пушечный линейный корабль, водоизмещение корабля составляло 4904 тонны, длина между перпендикулярами — 63,3 метра, ширина без обшивки — 17 метров, глубина интрюма — 7,7 метра, а осадка 7,4 метра. На корабле «Россия» была применена система крепления трюма Роберта Сеппингса.
Вооружение корабля составляли от 120 до 128 пушек, включавших по одним данным установленные на всех четырёх палубах 36-фунтовые орудия, а по другим тридцать 48-фунтовых длинных пушек и четыре 2-пудовые бомбические пушки на гондеке, тридцать две 48-фунтовые пушки на мидельдеке, тридцать четыре 48-фунтовые полупушки на опердеке, четыре 48-фунтовые полупушки, две 96-фунтовые и двадцать две 48-фунтовые карронады, установленные на квартердеке, соединенном с форкастелем.

## История службы

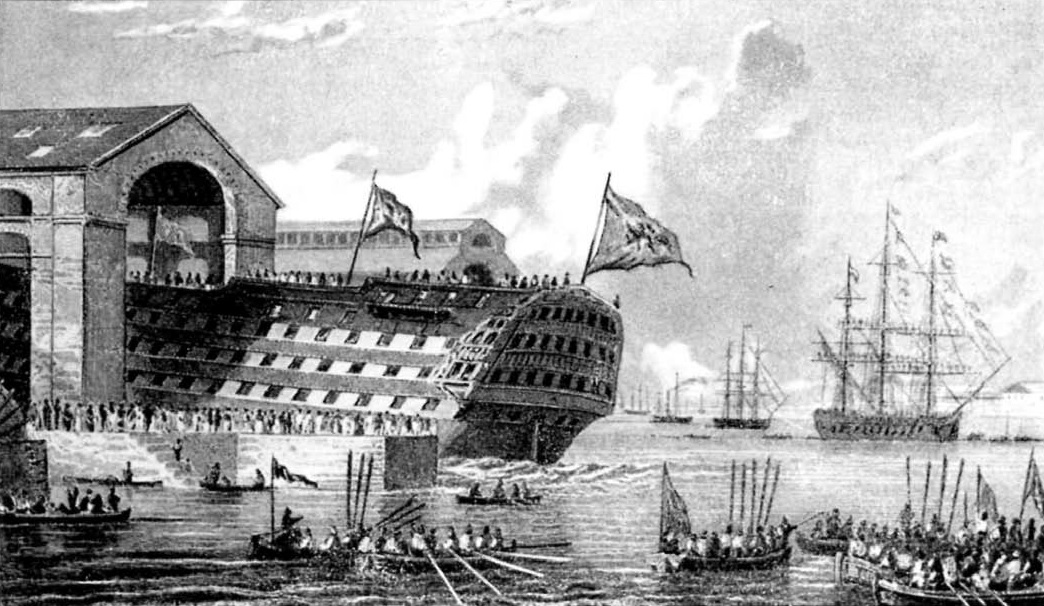
Спуск на воду 120-пушечного корабля «Россия», 1839 год

Линейный корабль «Россия» был заложен 11 (23) февраля 1836 года на стапеле Санкт-Петербургского Нового адмиралтейства и после спуска на воду 5 (17) июля 1839 года вошёл в состав Балтийского флота России. Строительство вёл кораблестроитель подполковник Корпуса корабельных инженеров А. А. Попов.
В следующем 1840 году корабль совершал плавания между Кронштадтом и Ревелем для испытания ходовых качеств. В кампании 1841 и 1843 годов в составе эскадр кораблей Балтийского флота принимал участие в практических и крейсерских плаваниях в Балтийском море и Финском заливе. В кампанию 1843 года командир корабля капитан 2-го ранга М. И. Шлейн был награждён орденом Святого Георгия IV степени за выслугу 25 лет в офицерских чинах, а в кампанию следующего 1844 года — орденом Святого Станислава II степени. В 1845 году находился в составе отряда совершившего плавание к датским берегам. В кампанию 1847 года вновь принимал участие в практических плаваниях. С 1848 по 1850 год принимал участие в экспедиции кораблей Балтийского флота к берегам Дании. 29 июня (11 июля) 1850 года корабль вошёл в третью дивизию под командованием вице-адмирала И. П. Епанчина, в составе которой вышел из Кронштадта к датским берегам. С 11 (23) июля до 16 (28) сентября корабль находился на Зонденбургском рейде, после чего с другими кораблями флота вернулся в Россию. С 1851 по 1853 год корабль вновь находился в составе практических эскадр флота в Балтийском море и Финском заливе.
Принимал участие в Крымской войне, в кампании 1854 и 1855 годов находился в готовности в Свеаборге в составе третьей дивизии вице-адмирала Я. А. Шихманова. Во время бомбардировки Свеаборга объединённым англо-французским флотом 28 июля (9 августа) 1855 года занимал позицию в Густав-Свердском проливе и вёл ответный огонь. Во время перестрелки корабль получил 85 пробоин, а потери экипажа составили 11 человек убитыми и 89 ранеными. Ночью 29 июля (10 августа) «Россия» сменил позицию, однако повторной атаки от неприятельского флота не последовало и после двухдневной бомбардировки англо-французская эскадра ушла. В том же году командир корабля капитан 1-го ранга В. К. Поплонский был награждён орденом Святого Владимира III степени с мечами. 
С 1857 года линейный корабль «Россия» использовался в качестве плавучей казармы в Свеаборге, где по окончании службы в 1860 году был продан на слом.

## Командиры корабля
Командирами линейного корабля «Россия» в разное время служили:
- капитан 2-го ранга А. В. Шулепников (1840 год)[9];
- капитан 1-го ранга Л. Я. Карпов (1841 год)[10];
- капитан 2-го ранга, а с 15 (27) апреля 1845 года капитан 1-го ранга М. И. Шлейн (1843—1845 годы)[11];
- капитан 1-го ранга В. А. Шпейер (1847—1854 годы)[12];
- капитан 1-го ранга В. К. Поплонский (1855 год)[13].